# Dave Mackay (labdarúgó, 1934)
David Craig Mackay (Edinburgh, 1934. november 14. – Nottingham, 2015. március 2.) skót válogatott labdarúgó, edző. 

## Pályafutása

### Klubcsapatban
1953 és 1959 között a Hearts csapatában játszott, melynek színeiben kupát (1956), ligakupát (1955, 1959) nyert és bajnoki címet (1958) szerzett. 1959 és 1968 között a Tottenham Hotspur játékosa volt. Tagja volt az 1961-ben angol bajnoki címet szerző, az 1961-ben, 1962-ben és 1967-ben FA-kupát és szuperkupát, valamit az 1963-ban kupagyőztesek Európa-kupáját nyerő csapatnak. 1968 és 1971 között a Derby County csapatát erősítette. Az 1971–72-es idényben a Swindon Town játékosedzője volt. 

### A válogatottban
1957 és 1965 között 22 alkalommal szerepelt a skót válogatottban és 4 gólt szerzett. Részt vett az 1958-as világbajnokságon, ahol a Franciaország elleni csoportmérkőzésen kezdőként lépett pályára. Jugoszlávia és Paraguay ellen nem kapott lehetőséget.

### Edzőként
Az 1972–73-as szezonban a Nottingham Forest csapatát edzette. 1973-tól 1976-ig a Derby County vezetőedzője volt, melyet 1975-ben bajnoki címig vezetett. 1977 és 1978 között a Walsall együttesét irányította. 1978 és 1987 között az arab világban dolgozott több csapatnál. 1987 és 1989 között a Doncaster Rovers, 1989 és 1991 között a Birmingham City együttesénél felelt a szakmai munkáért. 1991 és 1993 között az egyiptomi Ez-Zamálek csapatát vezette kétszer bajnoki címig. 1994 és 1995 között a katari válogatott szövetségi kapitánya volt. 

## Sikerei, díjai

### Játékosként
Hearts FC
- Skót bajnok (1): 1957–58
- Skót kupagyőztes (1): 1955–56
- Skót ligakupa-győztes (2): 1954–55, 1958–59

Tottenham Hotspur
- Angol bajnok (1): 1960–61
- Angol kupagyőztes (3): 1960–61, 1961–62, 1966–67
- Angol szuperkupagyőztes (3): 1961, 1962, 1967
- Kupagyőztesek Európa-kupája győztes (1): 1962–63

### Edzőként
Derby County
- Angol bajnok (1): 1974–75
- Angol szuperkupagyőztes (1): 1975

Ez-Zamálek
- Egyiptomi bajnok (2): 1991–92, 1992–93